# Satisfied
Satisfied è il primo singolo estratto dal secondo album di Richard Marx, Repeat Offender nel 1989. È stato il secondo di tre singoli consecutivi del cantante a piazzarsi al primo posto della Billboard Hot 100.

## Successo in classifica
Satisfied è stato il singolo che ha anticipato l'uscita dell'atteso secondo album di Richard Marx, Repeat Offender. La canzone ricevette un massiccio airplay e venne passata spesso su MTV, permettendo al singolo di debuttare alla posizione numero 39 della Billboard Hot 100 nella sua prima settimana di uscita. Il brano ha poi costantemente scalato la classifica, fino a raggiungere il primo posto nel giugno del 1989. Satisfied è stato il primo dei cinque singoli di Repeat Offender che hanno raggiunto la top 15 della Billboard Hot 100, permettendo a Richard Marx di restare in classifica consecutivamente per più di un anno tra il 1989 e il 1990.

## Tracce
7" Single Capitol 20-3328-7
1. Satisfied – 4:13
2. Should've Known Better (Live) – 4:57

12" Single EMI 060-20 3328 6
1. Satisfied (Extended Rock Mix) – 5:55
2. Should've Known Better (Live) – 4:57
3. Satisfied (versione radiofonica) – 3:57

CD-Maxi Capitol 20-3328-2
1. Satisfied – 4:13
2. Should've Known Better (Live) – 4:57
3. Satisfied (Extended Rock Mix) – 5:55
4. Endless Summer Nights (Remix) – 4:22

## Formazione
- Richard Marx – voce
- Michael Landau, Bruce Gaitsch – chitarre
- Michael Landau – assolo di chitarra
- Randy Jackson – basso
- Mike Baird – batteria
- Paulinho da Costa – percussioni
- Jeffrey (C.J.) Vanston – tastiere
- Bill Payne – organo Hammond
- Richard Marx, Cynthia Rhodes – cori

## Classifiche
| Classifica (1989)             | Posizione massima |
| ----------------------------- | ----------------- |
| Australia                     | 20                |
| Canada                        | 2                 |
| Germania                      | 42                |
| Paesi Bassi                   | 25                |
| Regno Unito                   | 52                |
| Stati Uniti                   | 1                 |
| Stati Uniti (mainstream rock) | 5                 |